# Diprionidae

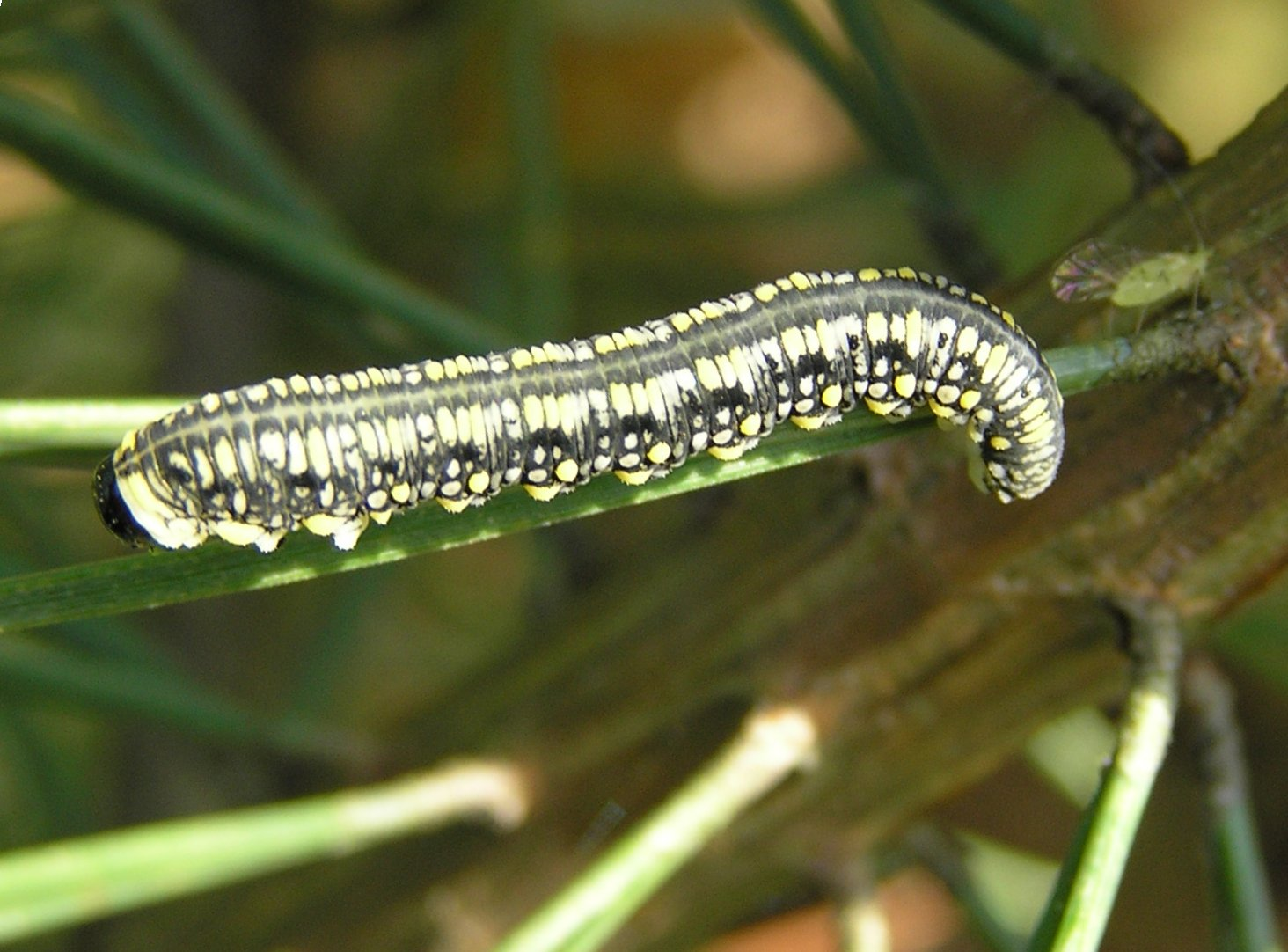
Larva de Diprion simile.

Los dipriónidos (Diprionidae) son una pequeña familia de himenópteros sínfitos llamadas moscas sierra de las coníferas, si bien no son los únicos sínfitas que se alimentan de coníferas. Están restringidos al hemisferio norte, con 140 especies en 13 géneros. Las larvas suelen ser gregarias y a veces aparecen en grandes números, constituyéndose en graves plagas de los bosques.
Miden 6 a 12 mm. Una característica de la familia es la forma de las antenas, con 13 o más segmentos, generalmente alrededor de 20. Son aserradas en la hembra y pectinadas o bipectinadas en el macho.

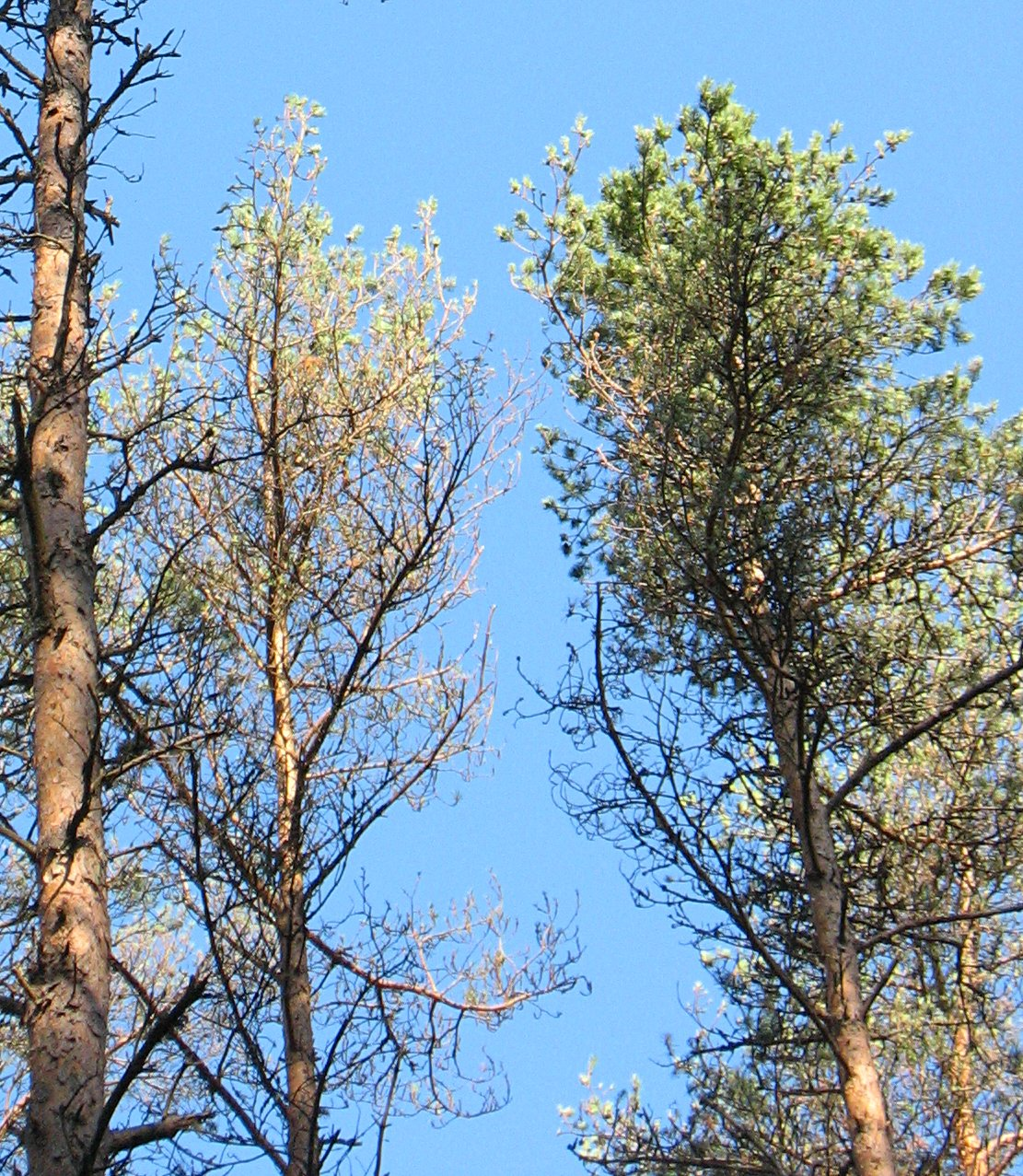
Pinos atacados por "moscas sierra de las coníferas"

## Géneros
Hay 13 géneros, incluyendo dos extintos:
- Augomonoctenus Rohwer, 1918
- Diprion Schrank, 1802
- Gilpinia Benson, 1939
- Macrodiprion Enslin, 1914
- Microdiprion Enslin, 1914
- Monoctenus Dahlbom, 1835
- Neodiprion Rohwer, 1918
- Nesodiprion Rohwer, 1910
- Prionomeion Benson, 1939
- Rhipidoctenus Benson, 1954
- Zadiprion Rohwer, 1918
- † Eodiprion Schedl, 2007
- † Paleomonoctenus Nel, 2004